# Католицизм на Уоллисе и Футуне

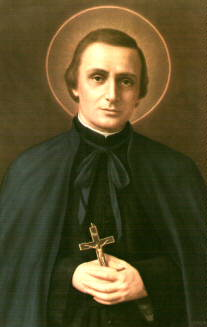
Святой Пьер Шанель привёл первых миссионеров на острова в 1837 году.

Католическая церковь на Уоллисе и Футуне — часть всемирной Католической церкви, которая вдохновлена жизнью, смертью и учениями Иисуса Христа и под духовным руководством Папы и Римской курии в Ватикане. Французы были первыми европейцами, поселившимися на этой территории. Первые миссионеры прибыли в 1837 году, они обратили население в католицизм. Сегодня население тихоокеанских островов на территории Франции в основном католики. Епископ Гислен Мари Рауль Сюзанна де Расилли был рукоположён в епископа Уоллис и Футуна в 2005 году.

## Демография
По сведениям CIA World Factbook 99 % населения Уоллис и Футуна католики.

## История
До прихода европейцев жители островов исповедовали политеистическую полинезийскую религию. Хотя голландцы и британцы были первыми европейскими исследователями, увидевшими острова в 17 и 18 веках, именно французы были первыми европейцами, поселившимися на этой территории.
Ответственность за Океанию была возложена католической церковью на Общество Святых Сердец Иисуса и Марии в 1825 году; но территория была сочтена слишком большой, и западная часть была преобразована в Апостольский викариат и передана Обществу Марии в 1836 году. Жан-Батист Помпалье (1807—1871) назначен апостольским викарием Западной Океании. В 1842 году было создано Апостольское викариатство Центральной Океании, в которое вошли Новая Каледония, Тонга, Самоа и Фиджи. Более позднее подразделение сократило викариат, включив в него только Тонгу, острова Уоллис, Футуна и Ниуэ.
Святой Пьер Шанель был назначен начальником группы маристских миссионеров, отправившихся 24 декабря 1836 года из Франции. Их сопровождал епископ Жан-Батист Помпалье, который должен был стать первым епископом Новой Зеландии. Помпалье обосновался в Новой Зеландии.
Шанель отправился на остров Футуна в сопровождении французского брата-мирянина Мари-Низье Делорм, прибывшего в 1837 году. Первоначально они были хорошо приняты королем острова Ниулики. Когда миссионеры выучили местный язык и начали проповедовать непосредственно людям, царь забеспокоился. Он верил, что христианство лишит его прерогатив как первосвященника и царя. Когда сын короля, Мейтала, хотел креститься, король послал своего зятя Мусумусу, чтобы «сделать всё необходимое» для решения проблемы. Мусумусу сначала отправился к Мейтале, и они поссорились. Мусумусу, получивший травму в драке, обратился к Шанелю, симулируя потребность в медицинской помощи. Пока Шанель ухаживал за ним, группа других обыскала его дом. Мусумусу взял топор и ударил Шанеля дубинкой по голове. Пьер умер в тот день, 28 апреля 1841 года.
После мученичества Шанеля миссионерская работа продолжилась. Помпалье послал отца Франсуа Рулло-Дубиньона и брата Мари Низье, чтобы те вернулись на остров. Они прибыли 9 июня 1842 года. В конце концов большинство жителей острова обратились в католицизм. Сам Мусумусу тоже обратился и, когда он лежал умирая, выразил желание, чтобы его похоронили за пределами церкви в Пои, чтобы те, кто пришел почитать Пьера Шанеля в церкви, прошли по его могиле, чтобы добраться до неё.
Апостольский викариат Уоллис и Футуна был основан в 1935 году, а в 1966 году он был преобразован в Епархию Уоллис и Футуна.
Сегодня острова остаются внешней территорией Франции, с местной традиционной администрацией, сосуществующей с французскими и территориальными политическими институтами. Католическая церковь остается очень влиятельной на Уоллисе и Футуне, в том числе в сфере образования.